# Shigeru Ban

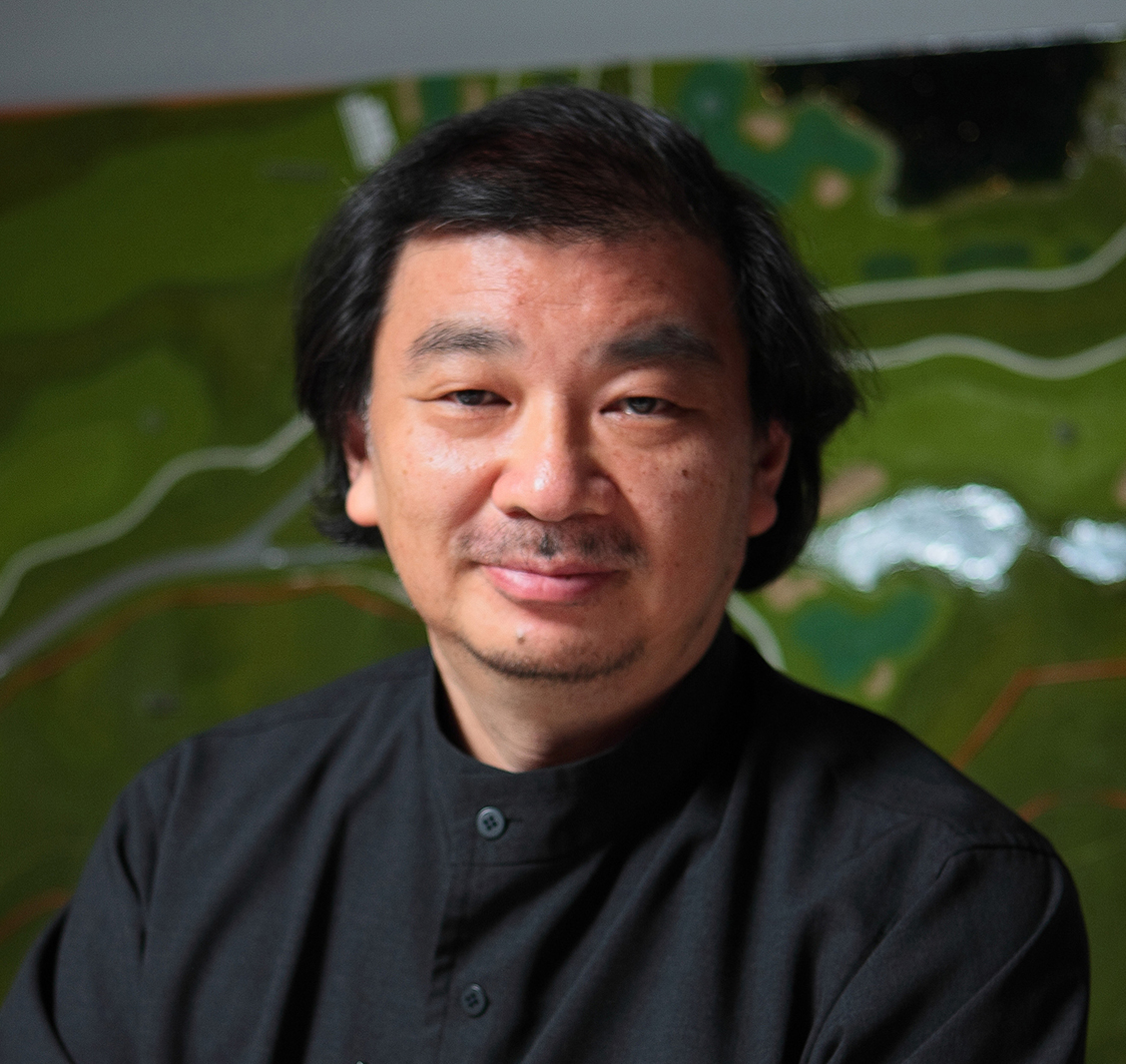
Shigeru Ban (2011)

Shigeru Ban (jap. 坂 茂 Ban Shigeru; * 5. August 1957 in der Präfektur Tokio, Japan) ist ein zeitgenössischer japanischer Architekt.

## Biografie

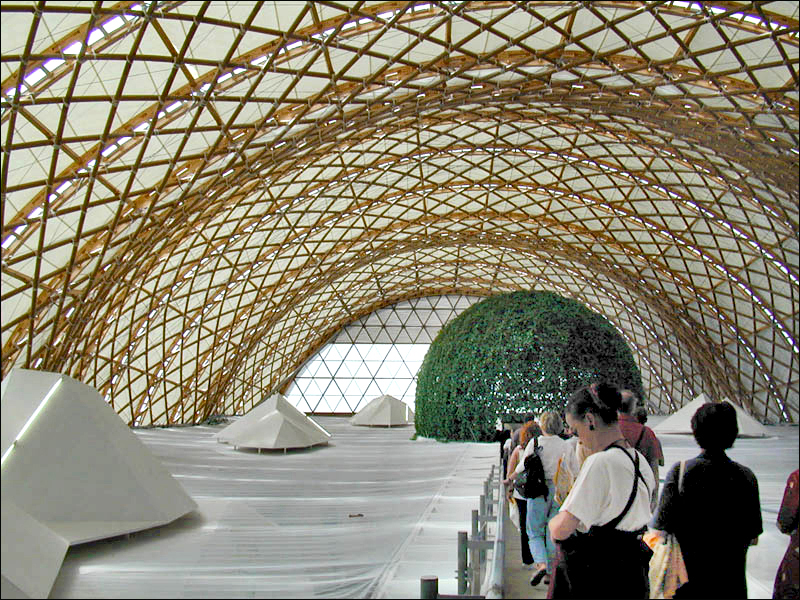
Japanischer Pavillon auf der Expo 2000

Ban studierte in den 1980er Jahren am Southern California Institute of Architecture in Los Angeles und wechselte an die Cooper Union’s School of Architecture in New York City, wo John Hejduk sein Lehrer war, und schloss das Studium im Jahr 1984 ab.
In seinem Werk verbindet Ban die traditionelle japanische Bauweise mit moderner Architektur. Seit 1986 ist er vor allem bekannt für seine Konstruktionen mit Kartonröhren. Der aus Kartonrollen gefertigte japanische Pavillon der Expo 2000 in Hannover wurde von Ban in Zusammenarbeit mit Frei Otto errichtet und sollte aufzeigen, was mit einer Kartonkonstruktion alles möglich ist.
1995 gründete Ban das Voluntary Architects’ Network, eine Nichtregierungsorganisation mit dem Ziel der Organisation von Katastrophenhilfe auf dem Gebiet der Konstruktion. Aus dieser Initiative resultierten papiergestützte Häuser, Brücken, Schulen, Konzerthallen und Museen.

## Auszeichnungen und Ehrungen
- 2000: Förderungspreis Baukunst des Kunstpreises Berlin.
- Seit 2006 ist Shigeru Ban Mitglied der Akademie der Künste (Berlin), Sektion Baukunst.[3]
- 2009: Ehrendoktorwürde der Technischen Universität München[4]
- 2011: Auguste-Perret-Preis
- 2014: Pritzker-Preis. Gewürdigt wurde insbesondere Bans kreative Verwendung unkonventioneller Materialien wie etwa Papier, so bei der Entwicklung und dem Bau von Notunterkünften für Krisengebiete.[5]
- 2022: Prinzessin-von-Asturien-Preis
- 2024: Praemium Imperiale in der Kategorie Architektur[6]

## Bauten

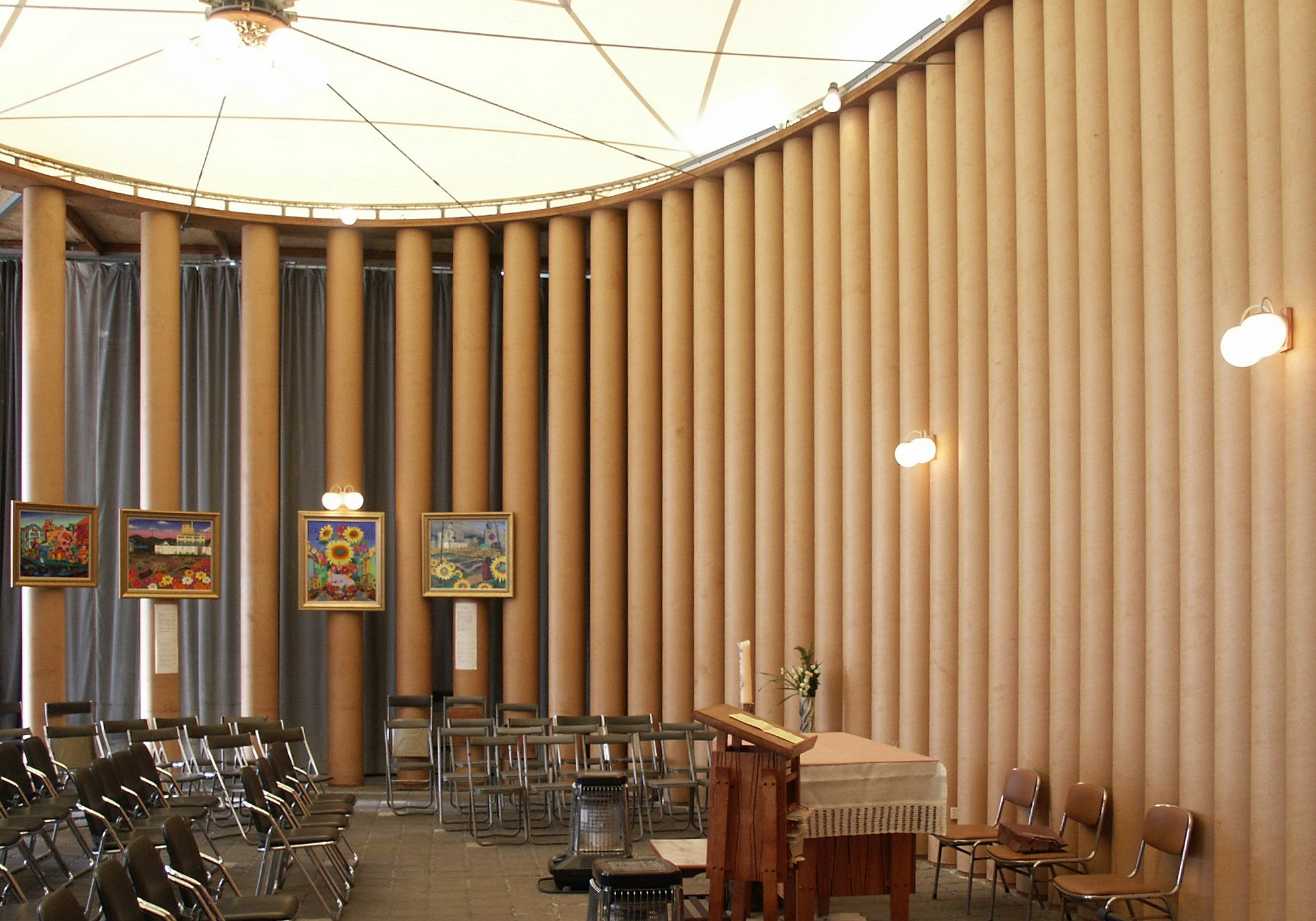
Temporäres Kirchengebäude in Kobe, errichtet nach dem Erdbeben von Kōbe 1995

- Möbelhaus (eine Serie von vorgefertigten Häusern), in Japan, China, und den USA
- 1999: Japanischer Pavillon auf der Expo 2000
- 2000: Das Nackte Haus in Kawagoe, Präfektur Saitama, Japan
- 2005–2010: Nomadisches Museum (u. a. in New York City, Santa Monica)[7]
- 2006: Universitätsbibliothek der Seikei-Universität in Musashino, Japan
- 2007: Katholische Kirche Takatori im Nagata-ku, Kōbe, Präfektur Hyōgo, Japan
- 2008: Crescent House in Minami-Hakone, Shizuoka, Japan
- 2010: Centre Pompidou-Metz (mit Jean de Gastines)
- 2010: Villa Vista in Weligama, Sri Lanka
- 2013: Neubau Werd für das Verlagshaus Tamedia in Zürich[8]
- 2013: Sommerpavillon für das Museum Rietberg in Zürich[9]
- 2013: Provisorische Kathedrale in Christchurch, Neuseeland[10]
- 2017: La Seine Musicale in Paris (mit Jean de Gastines)
- 2019: Hauptsitz der Swatch Group in  Biel/Schweiz auf dem Swatch Omega Campus[11]
- 2020: Transparente Toilettenanlage im Stadtpark von Tokio[12]
- 2024: Stadtmuseum in der japanischen Autostadt Toyota (Aichi)